# ズーテルメール
座標: 北緯52度03分40秒 東経4度29分36秒 / 北緯52.06111度 東経4.49333度
ズーテルメール（オランダ語: Zoetermeer、[ˈzutərˌmɪːr] ( 音声ファイル)）は、オランダ西部の南ホラント州に位置する都市。基礎自治体としての面積は37.06平方キロで、うち2.15平方キロが水域である。
1960年後半までは小さな村に過ぎず、1950年の人口は6392人を数えるのみだった。しかしハーグのベッドタウンとして開発が進み、2010年1月1日時点では12万1580人と、ロッテルダム、ハーグに次ぐ州内第三の都市にまで成長した。ハーグランデン大都市圏の一翼を成す。
オランダ語で「澄んだ湖」を意味する地名は街の北方にある淡水湖を指したが、1614年に埋め立てられた。

## 歴史
10世紀、ズーテルメールは百姓の暮らすのどかな村であった。13世紀になって市街が形成されたが、これが今のドルプスストラートである。17世紀まではズーテルメール湖があった。現在、町の北はずれにあるノールト・アー湖は、宅地造成事業に係る建築資材として数十トンもの土砂が採掘された跡にできた人造湖である。
市街は1935年まで、ズーテルメールとゼフヴォールトの二村に分かれていた。いまでも郊外にはセフヴェルト (Seghwaert) という地名が見える。

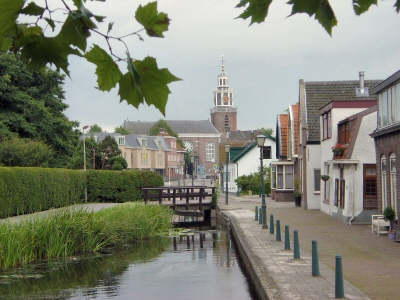
旧市街の通り

1868年前後に鉄道が延伸してから、街は発展を見せはじめた。数十年後にはヌミコが駅近くに工場を操業させた。ハーグのベッドタウンと化した1960年代から発展は本格化、旧市街を取り囲むように新市街が造営された。現在、ズーテルメールはモダンな様相を呈しているが、昔ながらの情緒も残る。旧市街では中世後期の15世紀に築かれた時計塔を中心に、小さな家々が軒を連ねる。旧市街と新市街はドッベ湖が隔てており、湖の一方では中世の雰囲気を醸す街並みが、その対岸では近代的な高層ビル群が眺められる。

## 地区
市は下記の10地区から成り、それぞれショッピングモールとトラムの停留所が最低一つある。括弧の数は区制年を示す。

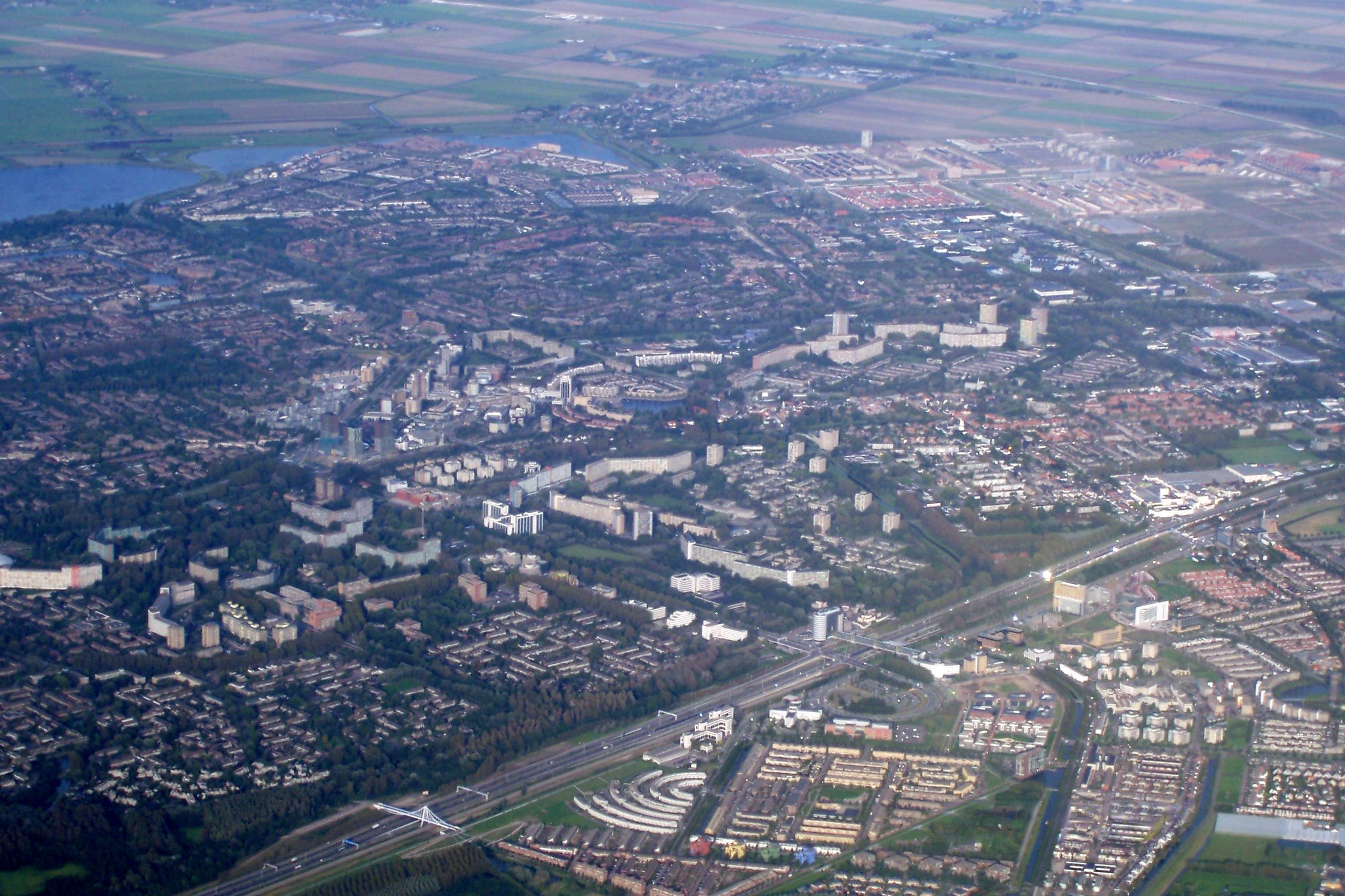
航空写真

- ボイテンヴェフ・デ・レイエンス（1974年）
- ドルプ（1962年）
- ドリーマンスポルダー（1965年）
- メールジハト（1969年）
- ノールドホーフェ（1986年）
- オーステルヘーム（1999年）
- パレンステイン（1966年）
- ロッケフェーン（1987年）
- セフヴェルト（1975年）
- スタッズセントルム（1978年）

## 経済

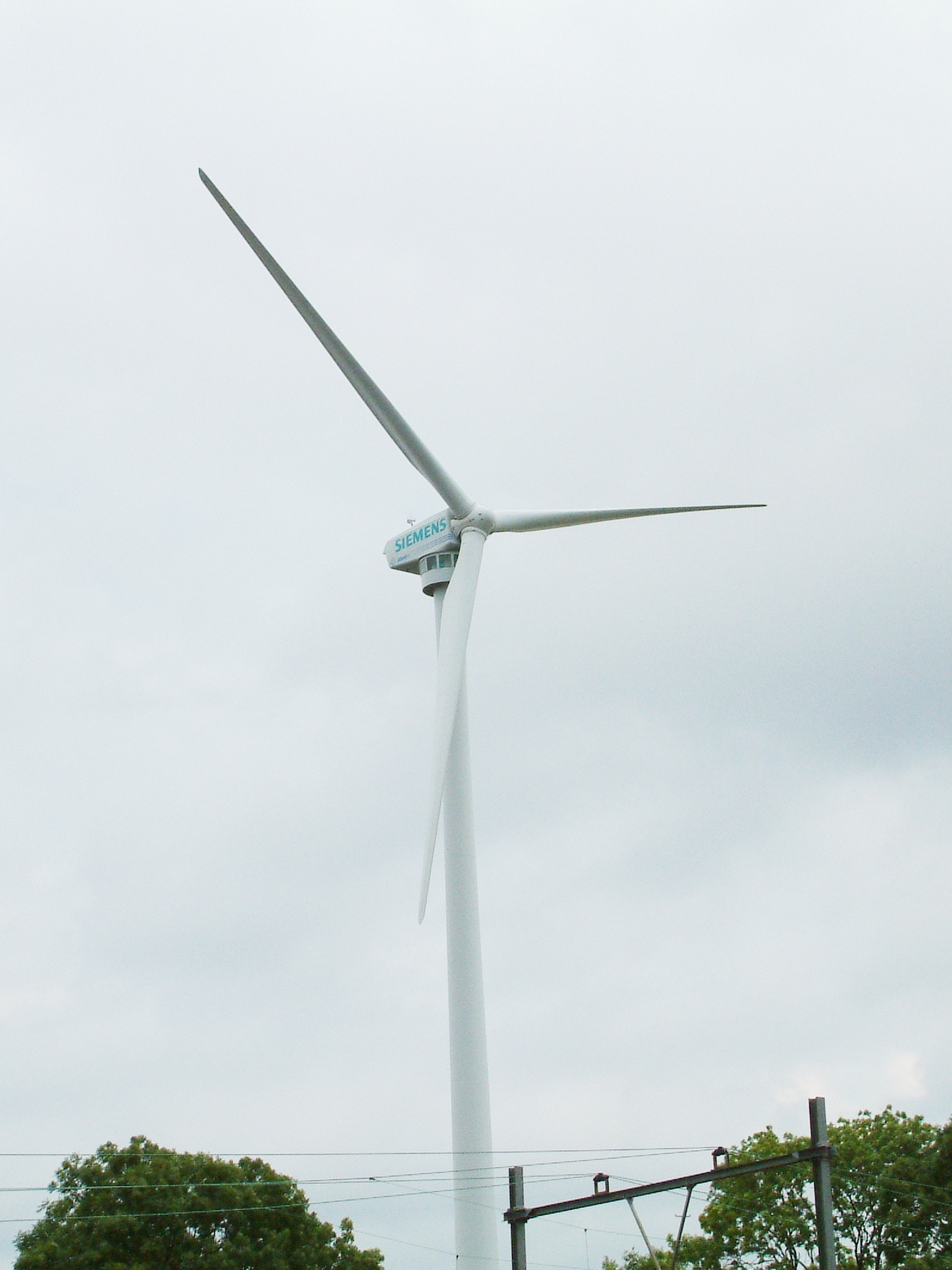
シーメンスのズーテルメール工場にある風力発電機

近代的なインフラを有し、情報通信技術 (ICT) 教育にも力を入れていることから「ICTのまち」と言われる。シーメンスや東芝が工場を構え、ICT関連の労働者は総人口の2割に達する。ICTとしてのステータスをアピールするため、世界ではじめてSecond Lifeに市役所を開いた。

## 交通
ズーテルメール市内線は国内で唯一の都市鉄道であったが、近年ライトレールに生まれ変わった。これはハーグとロッテルダム、それにズーテルメールとをむすぶランドスタット鉄道網の一部で、市内に12の駅を持ち、ハーグ中央駅との往復便もある。近年は新興住宅地オーステルヘームに至るオーステルヘーム線が開通し、市内のライトレールの駅は13駅になった。オーステルヘーム線は3駅を有するが、将来的にはブレイスヴェイク、ベルケル経由でロッテルダムまで延伸される予定である。
在来線ではハーグとユトレヒトをむすぶ路線が通り、ズーテルメールとズーテルメール＝オーストの2駅がある。後者は1868年の開業当時にはズーテルメール＝ゼフヴァールト駅があったが、1906年に焼失した。パリとアムステルダムをむすぶオランダ南高速線が市の東部を通過するが、駅は設けられていない。
ハーグ、ユトレヒト、さらにはアーネムやドイツに通ずるA12高速道が通る。

## 宗教
旧市街に国内唯一のモルモン教の教会がある。

## レジャー
かつてはハーグのニュータウンとして、職場のみならずショッピングや娯楽をもハーグに依存していた。その後、ズーテルメールが発展するにつれて大劇場、映画館、ゴーカート、レーザーゲーム場、サバイバルゲームセンター、ゴルフ場といったエンターテインメント施設がオープンし、国内初の大規模ディスコ「ロコモーション」も開業した。

### スノーワールド

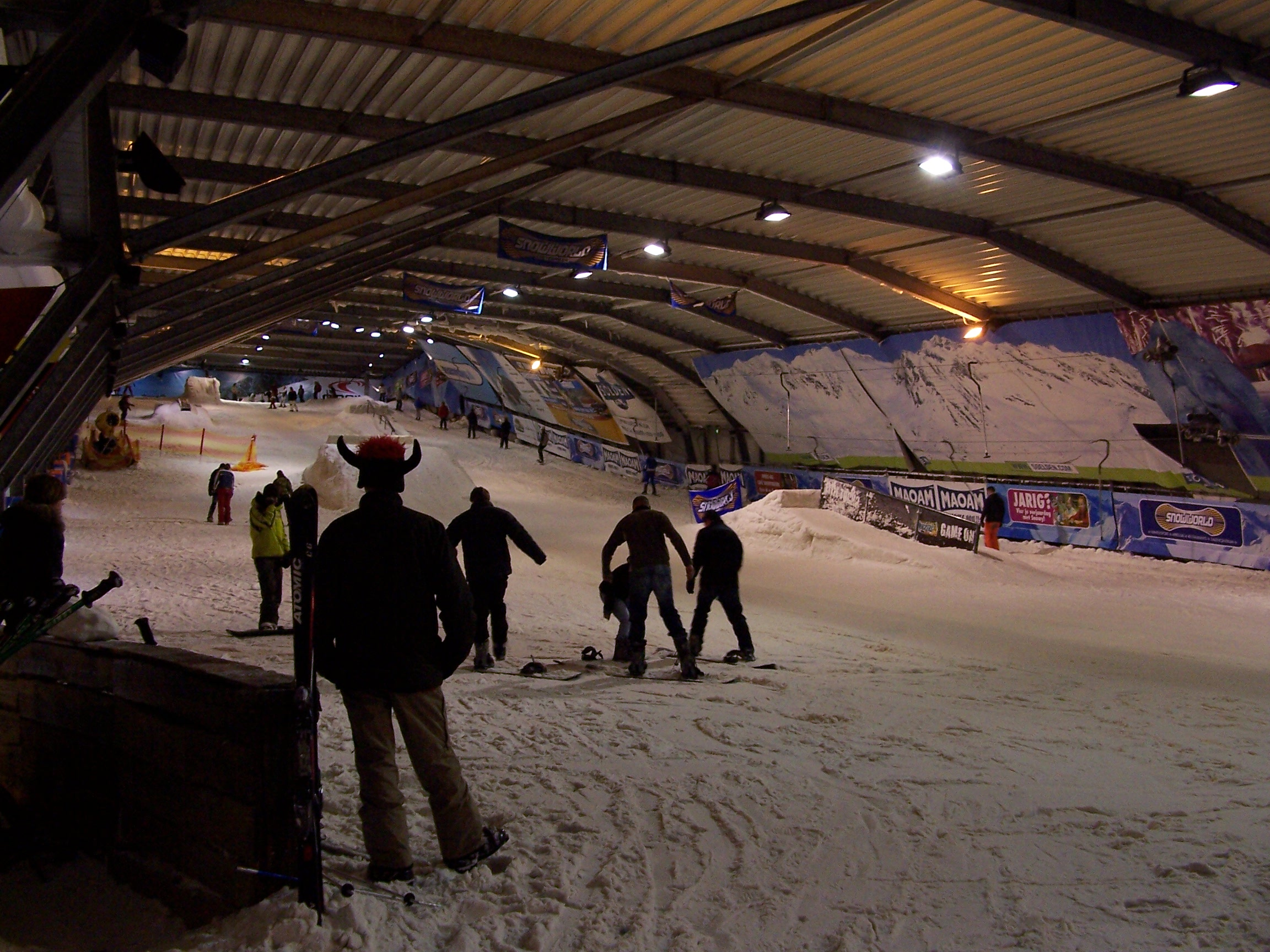
屋内スキー場

スノーワールドは1996年にオープンした、欧州初の屋内天然雪スキー場である。現在ある3つのコースのうち、最長のものは200mだが、500mのコースを新設する計画もある。毎年100万人の観光客をひきつける、市内観光の目玉である。

### ダッチ・ウォーター・ドリームズ
ダッチ・ウォーター・ドリームズ (DWD) は人工のワイルドウォーターラフティングサーキットで、北京オリンピックのコースを模してつくられた。主にヨーロッパ勢の強化合宿やレクリエーションに利用されている。屋内ウェーブボーディングセンターも併設。

### シルバードーム
屋内スケート場とコンベンションセンターから成るシルバードームは、かつて強豪のブルガリア独立労働組合連盟がトレーニングセンターとしていた。オフシーズンにはコンベンションセンターとレイブパーティーも開かれるコンサートホールとしての役割が主になる。

### 屋内潜水施設
市では現在、屋内潜水施設の建設が計画されている。プールは直径70m、水深30mの世界最大規模で、広がる砂浜の下にはさんご礁、水中洞窟まで再現される予定。1万種の熱帯魚が放流される可能性もある。

### 公園
市内には多くの公園がある。最も広いのは西部のヴェスター公園で、ニューヨークのセントラル・パークほどの面積がある。ほかにはボイテン公園、アルド・ファン・アイク公園、ビンネン公園、ファン・トイル公園（ダッチ・ウォーター・ドリームズがある）、フークストラ公園、ヴィルヘルミーナ公園、フロリアーデ公園、セフヴェルト公園などが挙げられる。
北部には人造湖のズーテルメールセ湖（ノールト・アー湖）があり、ノールト・アーレクリエーション地域に指定されている。湖岸の片側は浜に、もう片側はマリーナになっていて、ウィンドサーフィン、カイトサーフィン、セーリング、釣りなどでにぎわう。

## 姉妹都市
- ニトラ（スロバキア）
- ヒノテガ（ニカラグア）
- 廈門市（中華人民共和国）